# ریکوردیا فلوریدا
ریکوردیا فلوریدا (نام علمی: Ricordea florida) نام یک گونه مرجانی از زیررده شش‌مرجانیان است.
این گونه در آب‌سنگ‌ها و تکی یا در گروه‌های کوچک یافت می‌شود. زیستگاه‌های شناخته‌شده ریکوردیا فلوریدا شامل اقیانوس اطلس، دریای کارائیب و خلیج مکزیک است.